# Aun Schan
Aun Schan (13. února 1915, Natmauk, Britská Barma – 19. července 1947, Rangún, tamtéž) byl barmský politik, generál a revolucionář. Byl jedním ze zakladatelů Komunistické strany Barmy v roce 1939 a stal se jejím prvním předsedou. Je považovaný za nejvýraznější postavu barmské nezávislosti na Velké Británii, které se však nedožil. Barma dosáhla nezávislosti 4. ledna 1948, Aun Schan byl zavražděn o půl roku dříve. Bylo mu 32 let.
Jeho dcerou je Aun Schan Su Ťij, které byly v době otcovy smrti dva roky. Stala se nositelkou jeho odkazu, od roku 2016 do vojenského převratu v únoru 2021 byla de facto premiérkou Myanmaru.

## Život
V roce 1933 Aun Schan začal studovat na univerzitě v Rangúnu a brzy se stal lídrem studentského hnutí. V roce 1939 se stal zakládajícím členem a prvním předsedou Komunistické strany Barmy. V březnu 1940 navštívil Indický národní kongres, kde se setkal s lídry indického hnutí za nezávislost, byl to např. Džaváharlál Néhrú nebo Mahátma Gándhí.
Roku 1940 barmská vláda vydala na Aun Schana zatykač za přípravy revoluce proti Britům. Stihl se ale ukrýt a uprchnout do Japonska, kde vyjednával o budoucí nezávislé Barmě. Tajně se pak do ní vrátil a navrhl zřízení barmské dobrovolnické armády, která měla být vycvičena v Japonsku. Tam se pak sešlo 30 Barmánců, kteří se označovali jako Třicet druhů. Pod japonským velením získali vojenský výcvik. V prosinci 1941 byli převezeni do Thajska, kde 28. prosince téhož roku založili Armádu nezávislosti Barmy.
Japonci ale začali Barmu okupovat. Dne 1. srpna 1943 sice vyhlásili její formální nezávislost, v zemi si však udržovali vliv. Tato skutečnost vedla ke vzniku protijaponského odboje. V srpnu 1944 byla založena „Liga proti fašismu a za svobodu lidu“, jejímž předsedou se stal Aun Schan. Tajně dohodla s Brity vojenskou spolupráci proti Japoncům.
Dne 27. března 1945 zahájila barmská armáda a Liga ozbrojené povstání proti Japoncům. Rangún byl osvobozen 1. května 1945, moc přejímaly orgány Ligy, v oblastech pod kontrolou spojeneckých armád britská vojenská správa.
V listopadu 1946 Liga dala vládě Velké Británie ultimátum: buď se do roka budou konat volby do ústavodárného shromáždění a Barma pak získá nezávislost, nebo Liga zahájí ozbrojený boj. Dne 27. ledna 1947 Aun Schan a britský premiér Clement Attlee v Londýně podepsali dohodu, která přiznala Barmě právo na nezávislost.
V dubnu 1947 se v Barmě konaly volby, z nichž mělo vzejít shromáždění, které vytvoří ústavu země.
V červenci 1947 byli Aun Schan a šest dalších ministrů Rady guvernéra zavražděni. Byl mezi nimi i nejstarší bratr Aun Schana, Ba Win, který ve vládě působil jako ministr obchodu. Ještě téhož dne byl za odpovědnost na vraždách zatčen bývalý premiér země v letech 1940–1942 U Saw. Byl odsouzen k smrti a v květnu 1948 oběšen.
Vedení Ligy po Aun Schanově smrti převzal a prvním barmským premiérem se stal U Nu.